# Villa Erskine

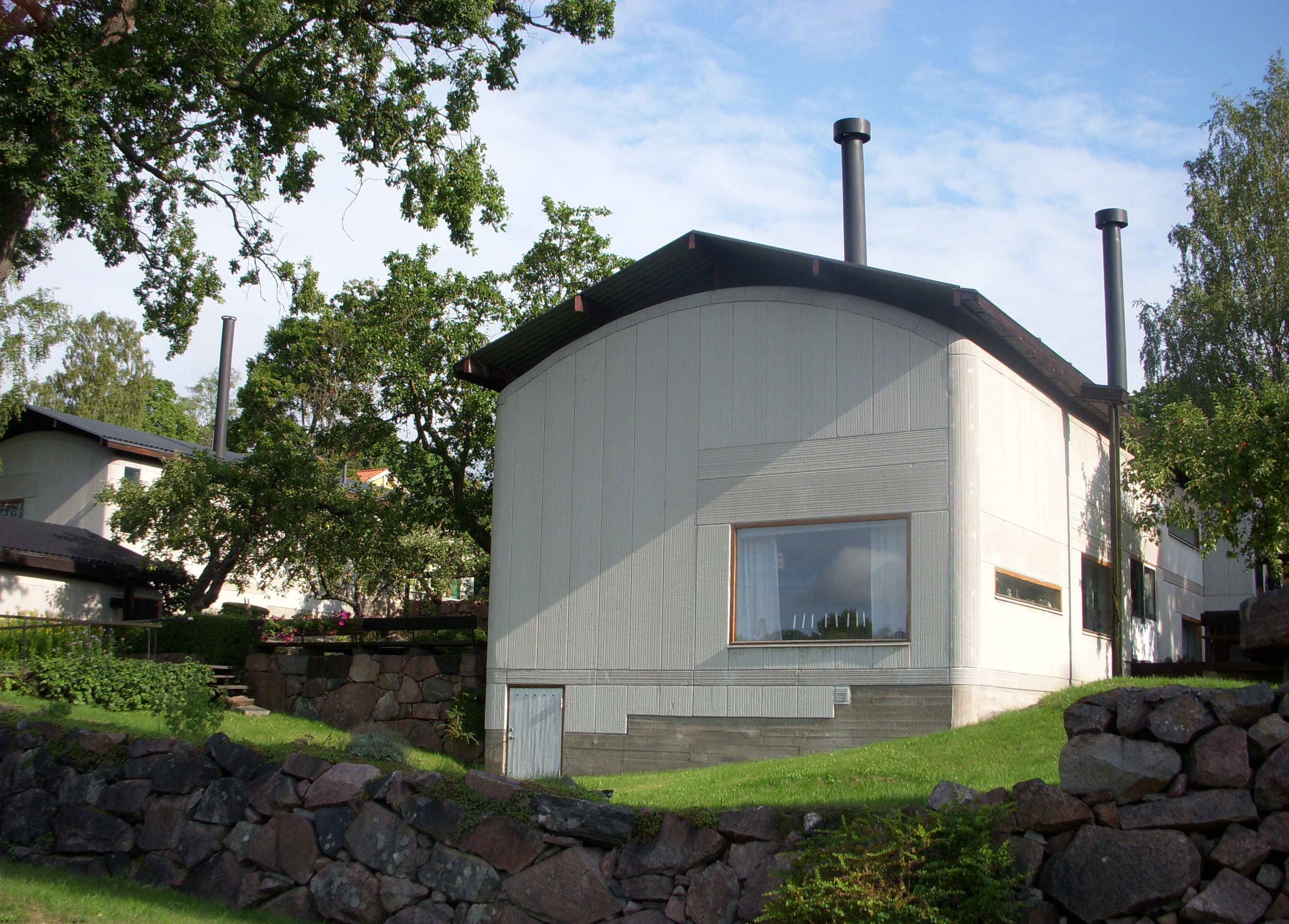
Villa Erskine im August 2008

Die Villa Erskine war das Heim und Atelier des schwedisch-britischen Architekten Ralph Erskine und seiner Ehefrau Ruth. Die Villa liegt auf der Mälar-Insel Lovön in der Gemeinde Ekerö, nicht weit vom Schloss Drottningholm. Nach sieben Jahren Planung und Entwurfsarbeit und vielen Besuchen bei der Baubehörde war das Haus 1963 fertig.
2006 wurde das Gebäude als Byggnadsminne unter staatlichen Schutz gestellt.

## Exterieur

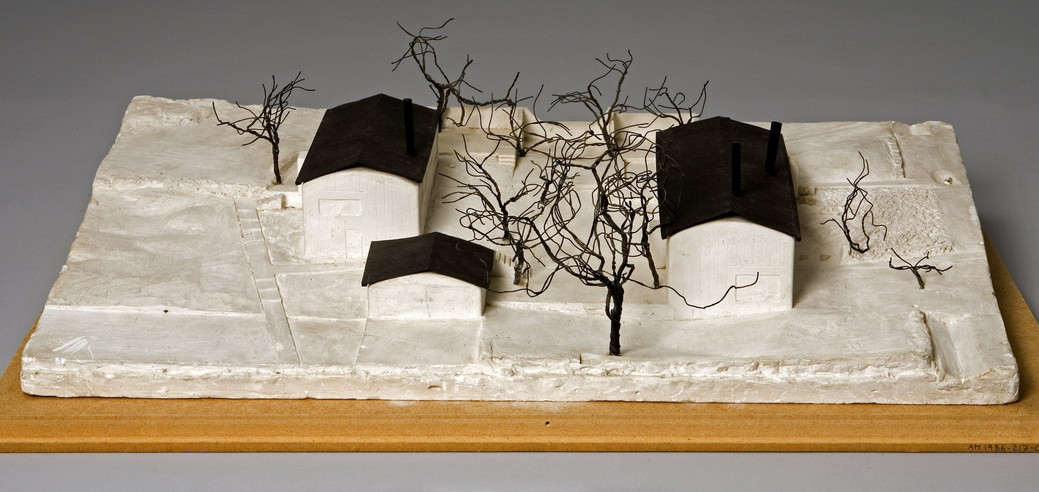
Erskines Modell.

Die Villa besteht aus drei Hausteilen, die sich um einen atriumartigen Innenhof mit Obstbäumen, Spiegeldamm und Sitzplätzen gruppieren. Der Wohnteil liegt nach Osten hin, nach Norden schützt eine überdachte Veranda vor Einsicht in den Garten. Garage und Atelier im Südwesten respektive Westen bilden den Abschluss. Das Haus ist strikt im brutalistischen Architekturstil entworfen, die asymmetrische Fensterplatzierung lässt den Einfluss Le Corbusiers ahnen. Die Außenwände bestehen aus stehenden und liegenden Gasbetonelementen, die mit einer Harke ein charakteristisches Rillenmuster erhalten hatten. Die Fassaden gehen in einer weichen Kurve ins gewölbte Dach über, auch das aus Gasbetonelementen. Über dem Dach „schwebt“ gleichsam ein weiteres Dach, ein Satteldach, eingedeckt mit schwarzem Wellblech, das den eigentlichen Regenschutz ausmacht. Das war eine für Schwedens Klima gewagte Konstruktion, die auch nicht immer zufriedenstellend funktionierte.
Der Bau unterschied sich vollkommen von der umgebenden Bebauung, die hauptsächlich aus der Zeit Gustavs III. stammte. Es war daher für Erskine extrem schwer, an das attraktive Grundstück zu kommen und die Baubehörde zu einer Baugenehmigung zu bewegen.

## Interieur
Der Grundriss ist luftig und offen gehalten. Vom Eingangsbereich aus verschafft man sich leicht einen Überblick über das ganze Haus. Die unterschiedlichen Raumfunktionen sind nach dem Prinzip „Raum-im-Raum“ im über vier Meter hohen Volumen angeordnet. Über Halbtreppen und Absätze erreicht man die verschiedenen Wohnbereiche. Das Wohnzimmer mit seinen großen Fenstern nach Süden und Südwesten wird von einem runden offenen Kamin dominiert, der mitten im Raum angeordnet wurde. Schmale Fensterschlitze geben interessante Lichteffekte. Der kleine Schreibplatz des Hausherrn oder der Hausfrau liegt etwas erhöht direkt beim Eingang, mit Aussicht über das ganze Innere des Hauses, und ähnelt so der Kommandobrücke eines Schiffes. Auf demselben Niveau befindet sich die Küche, eine kurze Treppe führt nach oben zu den Kinderzimmern. Auf der Zwischendecke über der Küche befand sich anfangs noch ein Spielplatz für die drei Kinder des Paares. Das Elternschlafzimmer mit Bad liegt, etwas privater, unter den Kinderzimmern. Alles erscheint bis ins kleinste Detail durchdacht und ausgeführt.
In seinem Heim wollte Erskine erfahren, wie es sich in einem extrem offen konzipierten Haus leben ließe. Darüber sagte er später: „Damit habe ich ausschließlich positive Erfahrungen gemacht.“

## Bilder
Villa Erskine, fotografiert im August 2008.

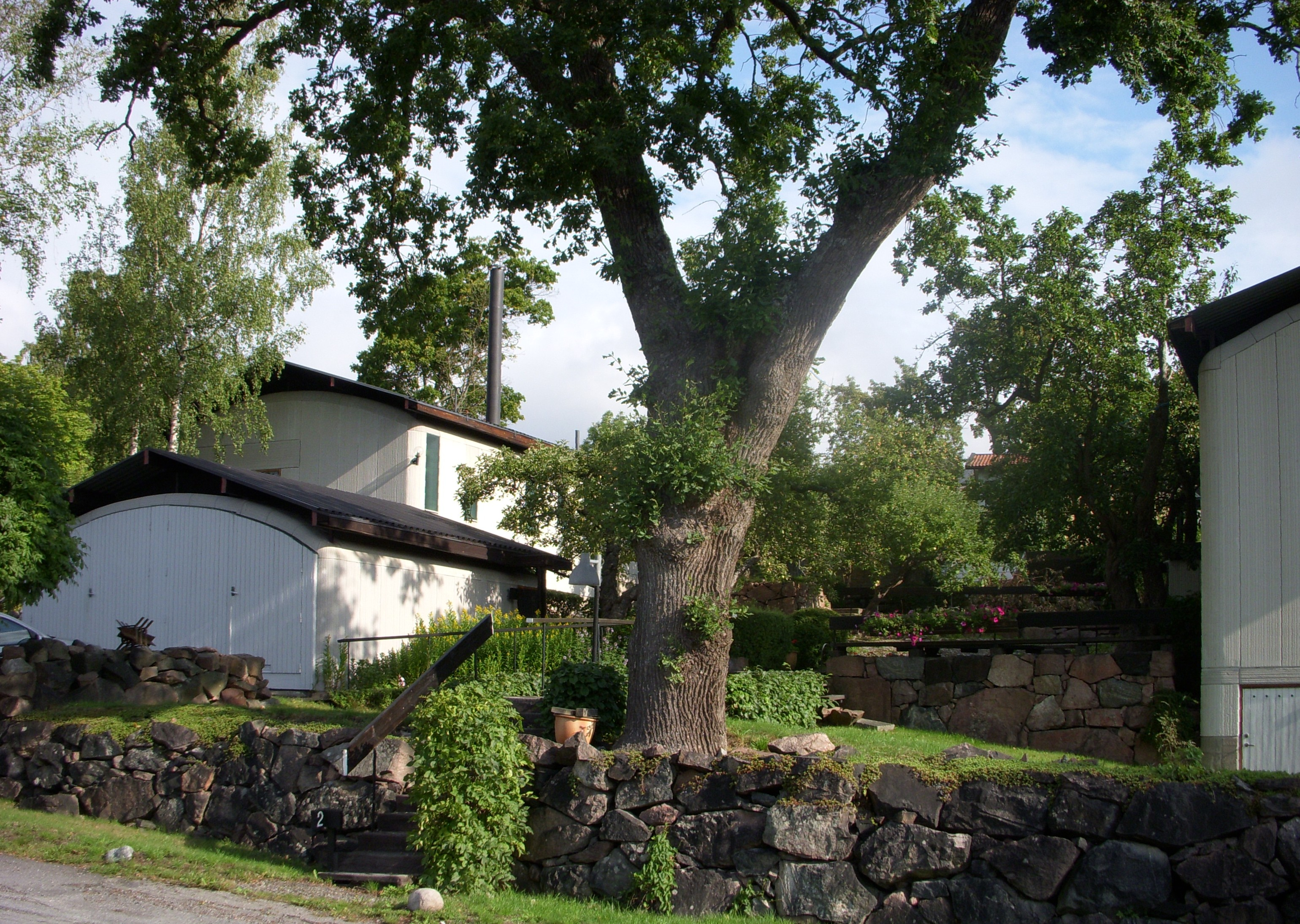
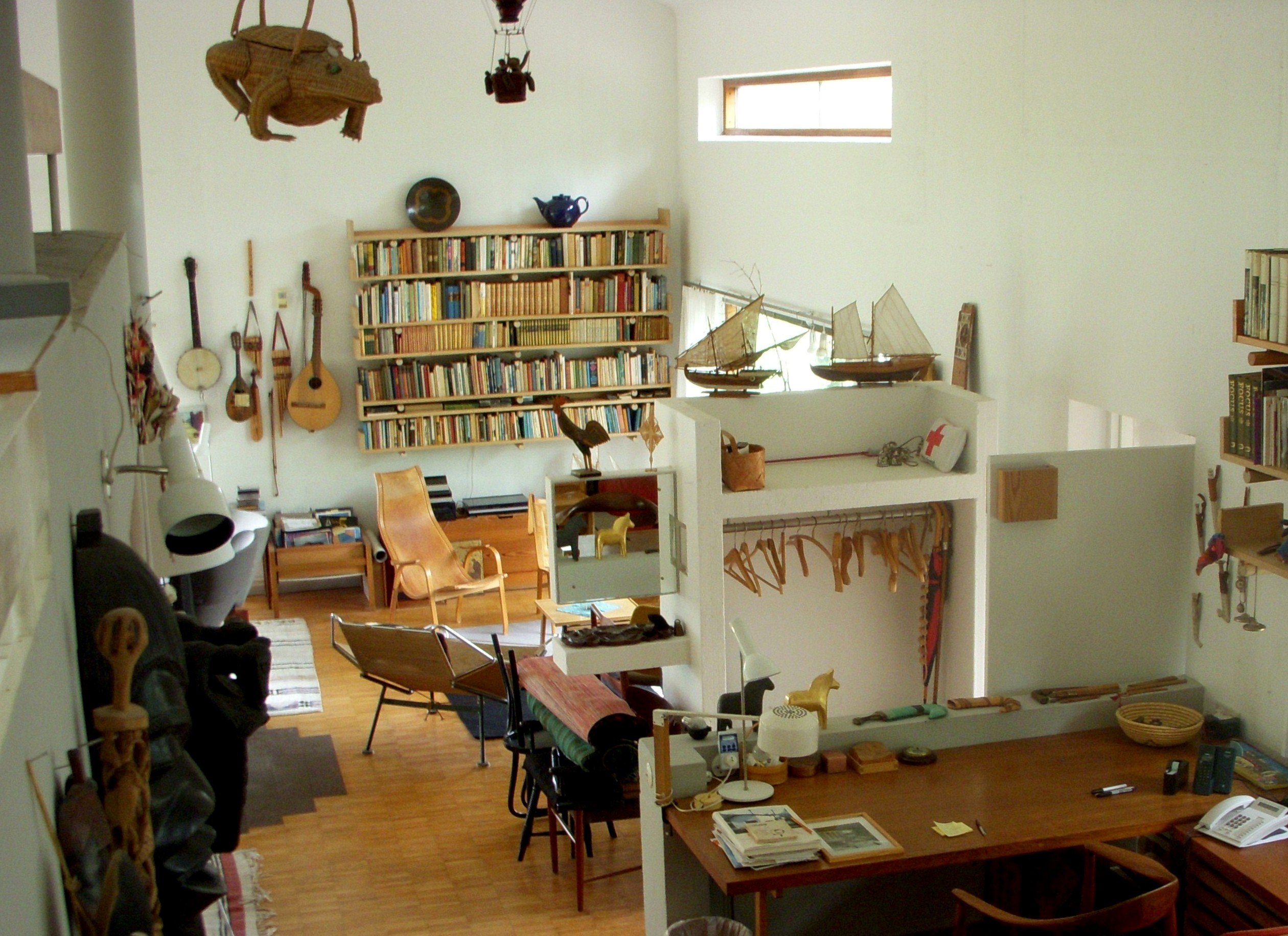
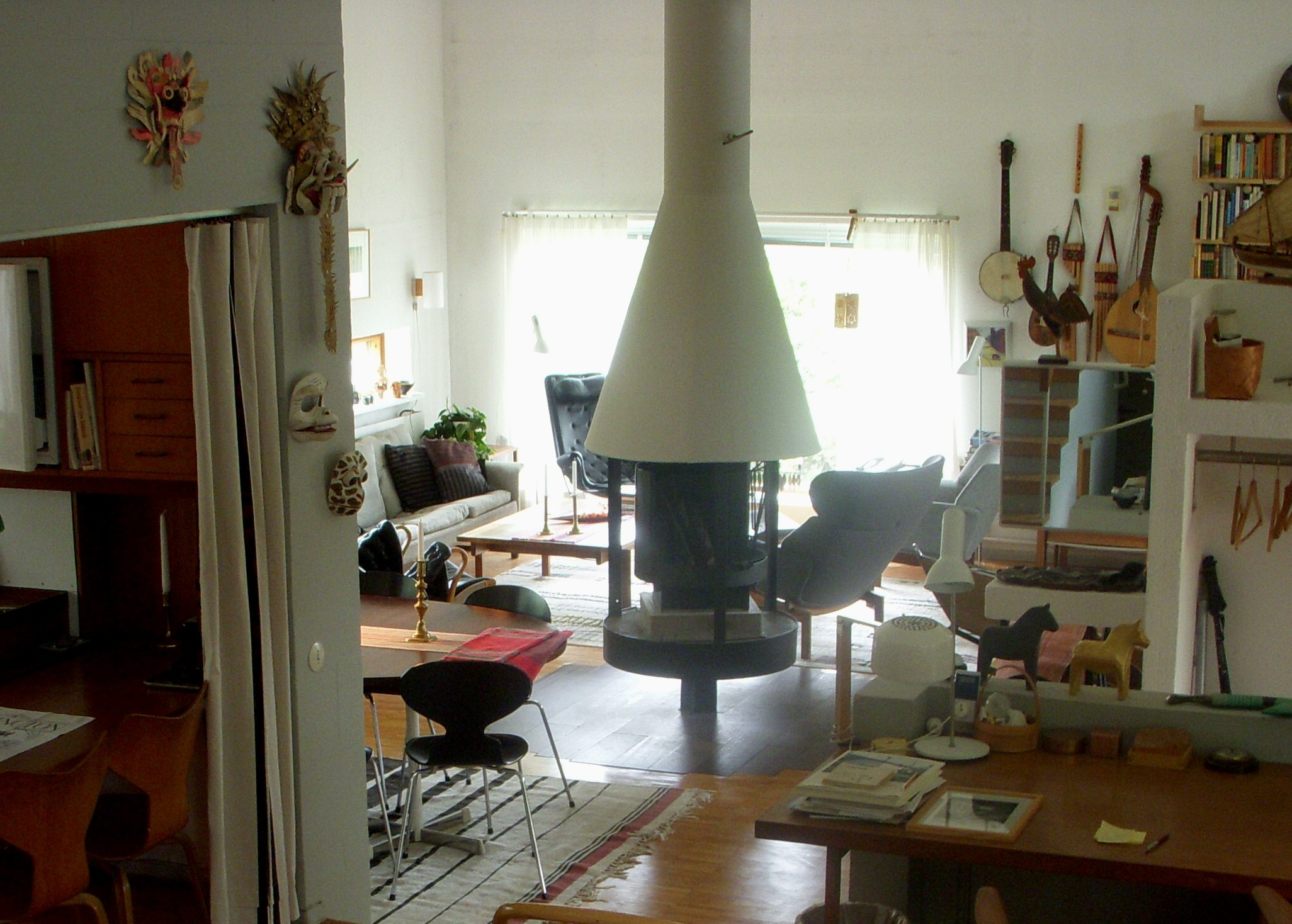
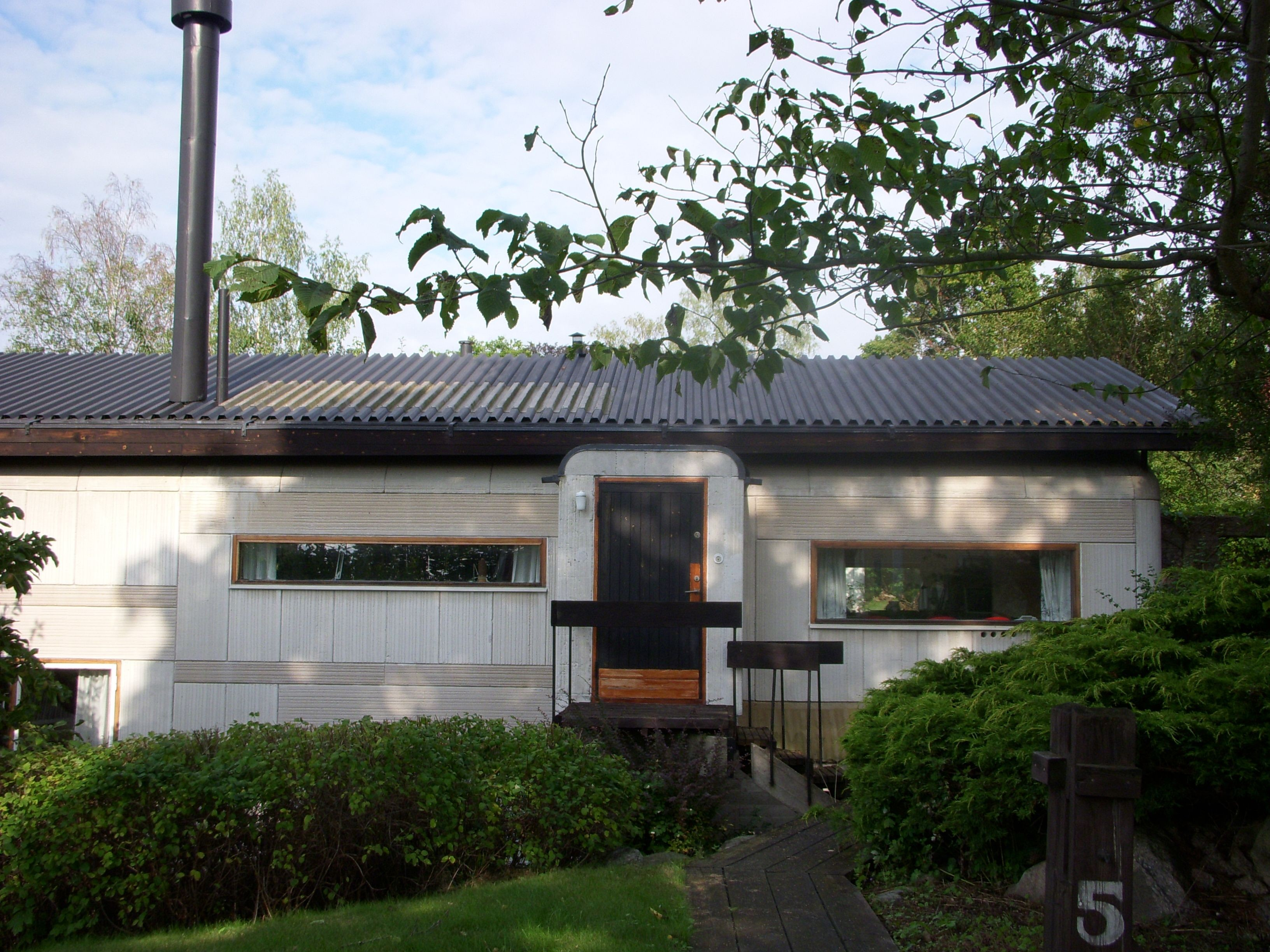